# Deutsche Bank Building
För byggnaden som innehade kontor åt Deutsche Bank mellan 2001 och 2021, se: 60 Wall Street

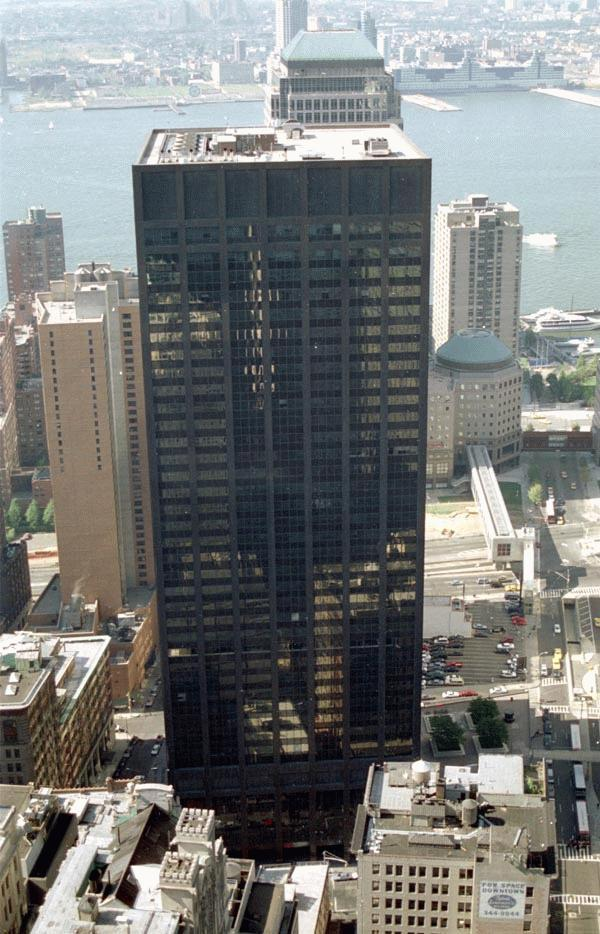
Bankers Trust Plaza, sedermera Deutsche Bank Building, 1997.

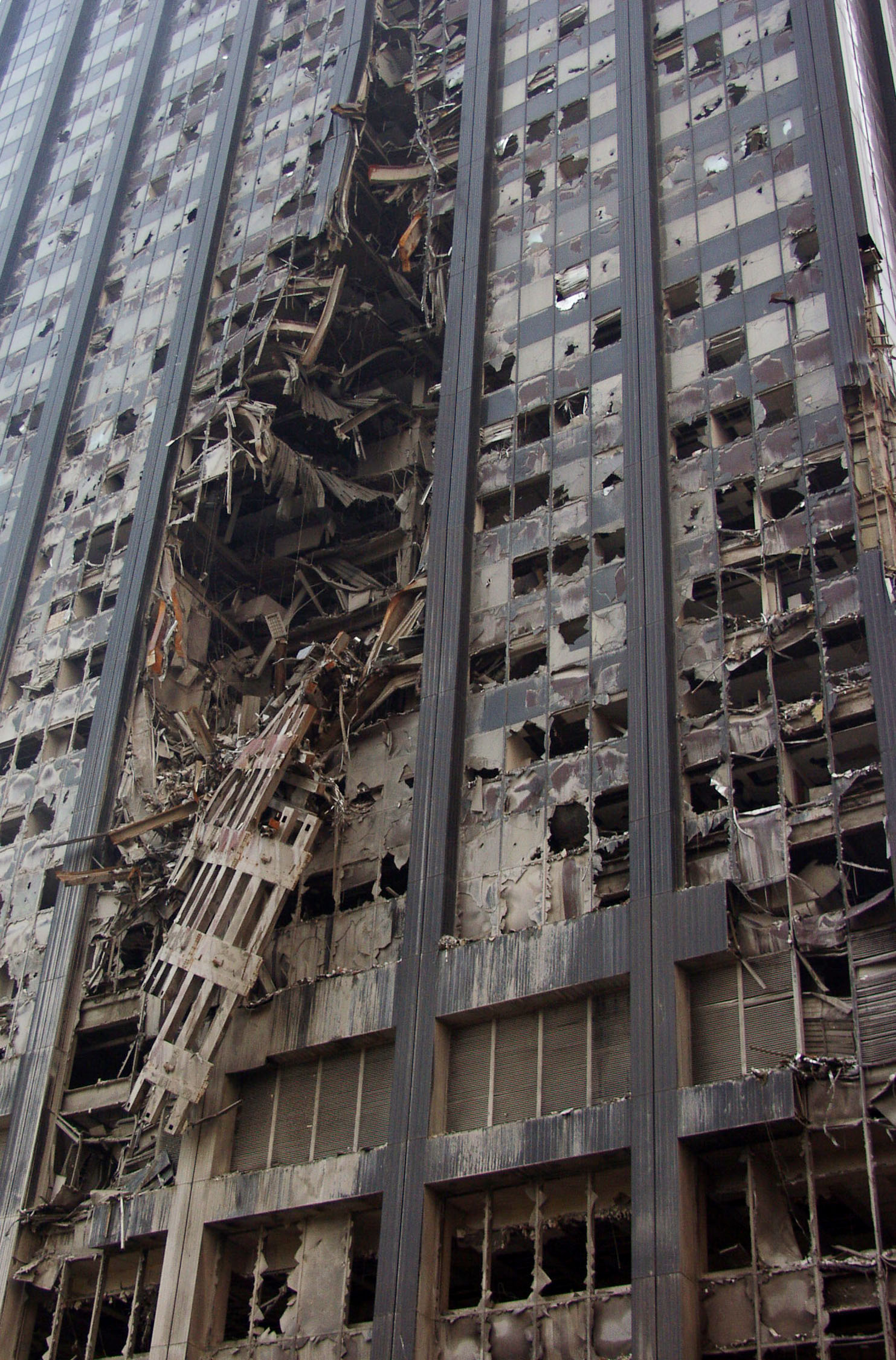
Norra fasaden av Deutsche Bank Building efter 11 september-attackerna.

Deutsche Bank Building, från början kallad Bankers Trust Plaza, var en skyskrapa och kontorsbyggnad med 39 våningar belägen på 130 Liberty Street på Nedre Manhattan i New York, USA.
Den innehade ursprungligen kontor åt Bankers Trust som köptes upp av Deutsche Bank 1998.
Byggnaden invigdes 1974 och stängdes den 11 september 2001 till följd av en terroristattack som förstörde närliggande World Trade Center, där framförallt det södra tornets kollaps i komplexet skadade byggnaden allvarligt. En person dog i byggnaden då tornet rasade.
På grund av skadliga ämnen i byggnaden från kollapsen av tvillingtornen beslutades 2004 att den skulle rivas; i september 2005, inför förberedelse av rivningen, hittades dock mänskliga kvarlevor från 11 september-attackerna på taket. Allteftersom arbetet fortgick hittades i mars 2006 ännu fler. Detta gjorde att anhöriga till de avlidna i attackerna krävde en rättsmedicinsk undersökning av byggnaden innan rivningen kunde påbörjas. Mellan den 7 och 14 april 2006 hittades uppemot 700 benrester i grusballasten på taket.
Rivningen påbörjades därefter 2007 och avslutades 2011.
På platsen där Deutsche Bank Building en gång stod uppförs Five World Trade Center, som är en skyskrapa i det nya World Trade Center-komplexet.